# Lucian Reich (Sohn)
Lucian Reich (der Jüngere; * 26. Februar 1817 in Hüfingen; † 2. Juli 1900 ebendort) war ein deutscher Maler und Schriftsteller.

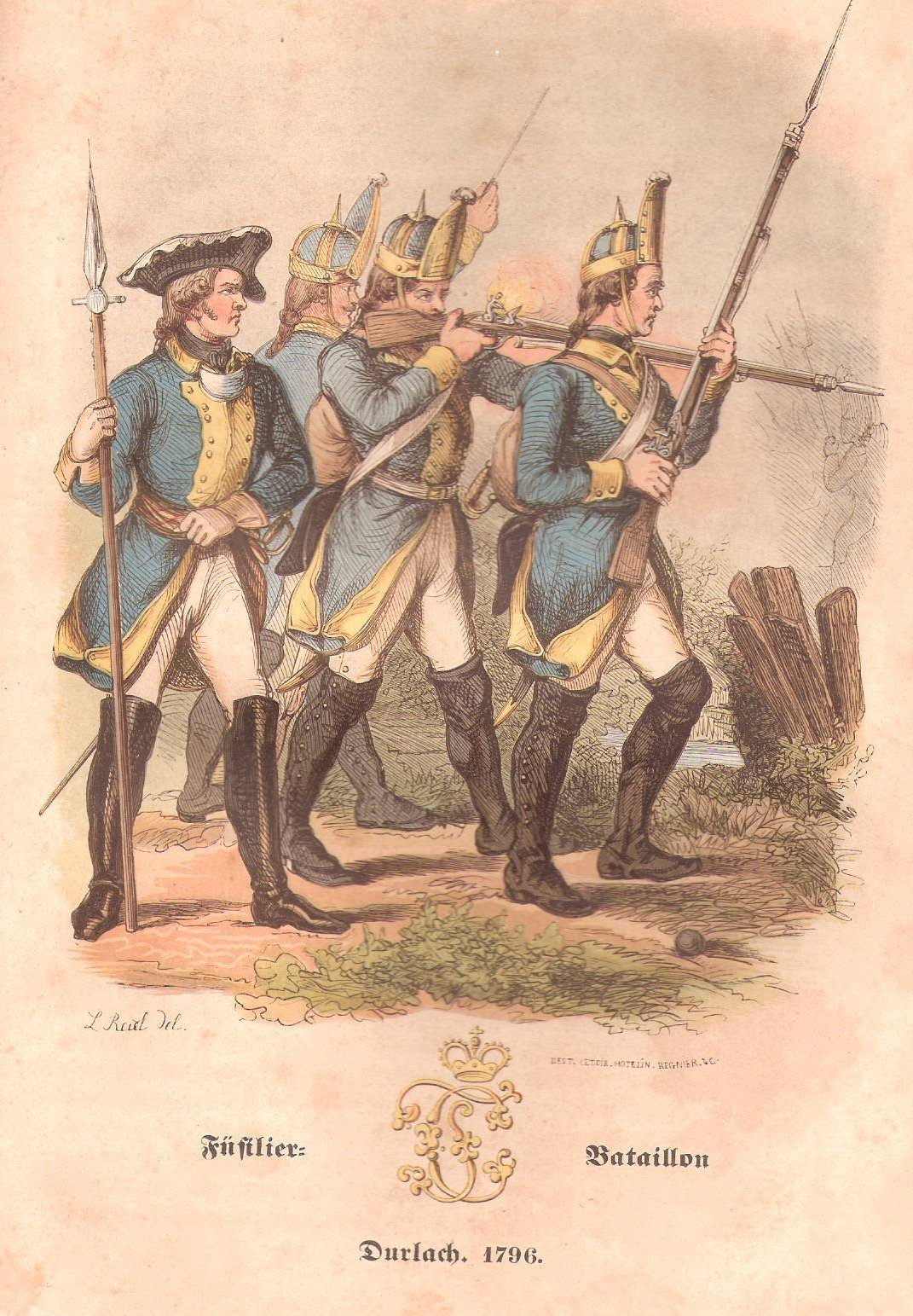
Lithografie von Lucian Reich: Füsilier-Bataillon, Durlach 1796

## Leben und Werk
Lucian Reichs Vater war der Schullehrer, Bildhauer und Maler Lucian Reich (der Ältere), sein Großvater war Mathias Reich und sein Schwager der Lithograph und Photograph Johann Nepomuk Heinemann, mit dem er eng zusammenarbeite. Sein Bruder Franz Xaver Reich war Bildhauer. Ersten Zeichenunterricht erhielt Lucian Reich an der Mal- und Zeichenschule seines Vaters. Er nahm Unterricht am Städelschen Institut in Frankfurt unter dem Maler Philipp Veit, später ging er nach München. Von 1855 bis 1899 war er als Zeichenlehrer am Lyceum in Rastatt tätig. Einer seiner Schüler dort war Heinrich Hansjakob.
Neben Bildern in Öl und Lithographie malte er auch Bilder für Kirchen, z. B. 1867 für St. Birgitta in Iffezheim, wo er Wandbilder der Heiligen Bernhard, Wendelin, Sebastian und Johann von Nepomuk schuf. 1877 folgte ein Vertrag über zwei weitere Bilder, von denen jedoch nur eines noch erhalten ist. In der Pfarrkirche in Hüfingen stammen die beiden Seitenaltarbilder von ihm, in der Ottilienkapelle in Bräunlingen das Deckenbild der Heiligen Ottilie sowie ein Wandbild im Chor, das den Heiligen Sebastian zeigt. Für St. Leon schuf er 1865 ebenfalls ein Altarbild sowie eine Maria-Himmelfahrt-Darstellung für die Rastatter Bernharduskirche. Nicht umgesetzt wurden die geplanten drei Chorbilder aus dem Leben des Heiligen Gallus für die neue Kirche in Altschweier (1866) sowie Kartonzeichnungen für zwei Fenster in Rippoldsau (1859). Tätig war er auch als Trachtenmaler.
Als religiöser Volksschriftsteller verfasste er unter anderem: Bruder Martin (1853) und Hieronymus.
Er hatte Kontakt unter anderem zu seinem Onkel Johann Nepomuk Schelble, zu Moritz von Schwind, zu Joseph Bader, Lukas Engesser und Victor Scheffel.
Eine Ur-Urgrossnichte von ihm ist die Musikerin, Malerin und Schriftstellerin Hortense von Gelmini.

## Rezeption
Joseph Sauer beschreibt die religiösen Darstellung von Sebastian Luz und ergänzt dabei, dass letzteres noch in größerem Maße auf Reich zutreffen würde:

„Wie im religiösen Ausdruck, so bleiben auch in der Farbe diese Werke stark an der Oberfläche bei aller Korrektheit in Zeichnung und Komposition. Viel ursprünglicher und freier ist der Künstler im Genre und in seinen Schwarzwaldschilderungen.“

Der Philosoph Martin Heidegger war über mehrere Jahrzehnte öfters in Hüfingen. Dort war seine Schwester Marie mit dem Bezirksschornsteinfegermeister Rudolf Oschwald verheiratet. Bei einem solchen Besuch im Mai 1940 schrieb er an seine Frau Elfriede:

„Ich habe hier jetzt (nicht zu eigen, aber zum Lesen) einen "Hieronymus" aufgetrieben, eine Beschreibung der Baar u. des Schwarzwaldes aus dem vorigen Jahrhundert; sehr schlicht u. bieder.“

In Rastatt wurde eine Straße nach Lucian Reich benannt und in seiner Heimatstadt Hüfingen die damalige Grund- und Hauptschule, heute Gemeinschaftsschule.

## Veröffentlichungen
- Hieronymus. Lebensbilder aus der Baar und dem Schwarzwalde. Herder, Karlsruhe 1853.
- Wanderblüthen aus dem Gedenkbuch eines Malers. Mit einem Titelblatt von Rudolf Gleichauf und Bildern von L. Reich. Herder, Karlsruhe 1855.
- Die Insel Mainau und der Badische Bodensee: mit Berücksichtigung der angrenzenden Gebietstheile. Müller, Karlsruhe 1856.
- Bruder Martin. Ein Hausbüchlein für die Jugend. Hüfingen 1853. Herder, Freiburg im Breisgau 1863.
- Novellen und Skizzen. Lang, Karlsruhe 1896.